# Вулиця Саперна дорога
Вулиця Сапе́рна доро́га — зникла вулиця, що існувала в Печерському районі міста Києва, місцевість Чорна гора. Пролягала від бульвару Миколи Міхновського до кінця забудови.

## Історія
Виникла в 1-й третині XX століття під такою ж назвою (як дорога, що вела до саперного табору, розташованого в районі теперішнього Військового проїзду). Ліквідована у 1980-х років у зв'язку із переплануванням. Нині частково на її місці прокладено вулицю Михайла Драгомирова.